# Paul Michael Levesque
Paul Michael Levesque (Nashua, 27 de juliol de 1969) és un lluitador professional estatunidenc actualment inactiu, més conegut com a Triple H, abreviatura del seu antic nom artístic Hunter Hearst Helmsley. Actualment és el president de la WWE des del 18 de juliol de 2011, després que ell mateix comuniqués la decisió de la Junta a l'ex-president, Vince McMahon.
És 12 vegades Campió Mundial: 7 vegades Campió de la WWE (el seu cinquè regnat ho va fer com Campió Indiscutit) i 5 vegades Campió Mundial dels Pesos Pesants. A més ha guanyat les edicions del King of the Ring 1997 i del Royal Rumble 2002. També ha estat el setè lluitador a convertir-se en Campió de Tres Corones i el segon a ser Gran Campió, després de Shawn Michaels.